# 幾內亞航空
幾內亞航空（Air Guinea）是赤道幾內亞的一家航空公司。樞紐機場是馬拉博國際機場。

## 機隊
幾內亞航空於2008年2月有一架波音737-200。

## 外部連結
- 幾內亞航空機隊

## 備註
1. ↑  World Airline Directory
2. ↑  國際飛行 3 April 2007